# فرانک المور روس
 فرانک المور روس (انگلیسی: Frank Elmore Ross؛ زاده ۲ آوریل ۱۸۷۴ درگذشته ۲۱ سپتامبر ۱۹۶۰) یک دانشمند اهل ایالات متحده آمریکا بود.